# Hada rufostigma
Hada rufostigma är en fjärilsart som beskrevs av Dioszechy 1935. Hada rufostigma ingår i släktet Hada och familjen nattflyn. Inga underarter finns listade i Catalogue of Life.